# Canali HCN
I canali HCN (in inglese: Hyperpolarization-activated Cyclic nucleotid-gated channels) appartengono alla superfamiglia dei canali cationici con struttura a poro-loop. Nei mammiferi la famiglia dei canali HCN comprende quattro membri:
- HCN1
- HCN2
- HCN3
- HCN4

## Caratteristiche strutturali e fisiche
I canali HCN appartengono alla superfamiglia dei canali a sei segmenti transmembrana e sono correlati ai canali attivati da nucleotidi ciclici (CNG) e ai canali del potassio voltaggio-dipendenti (Kv), in particolare alle subfamiglie Kv10–Kv12.

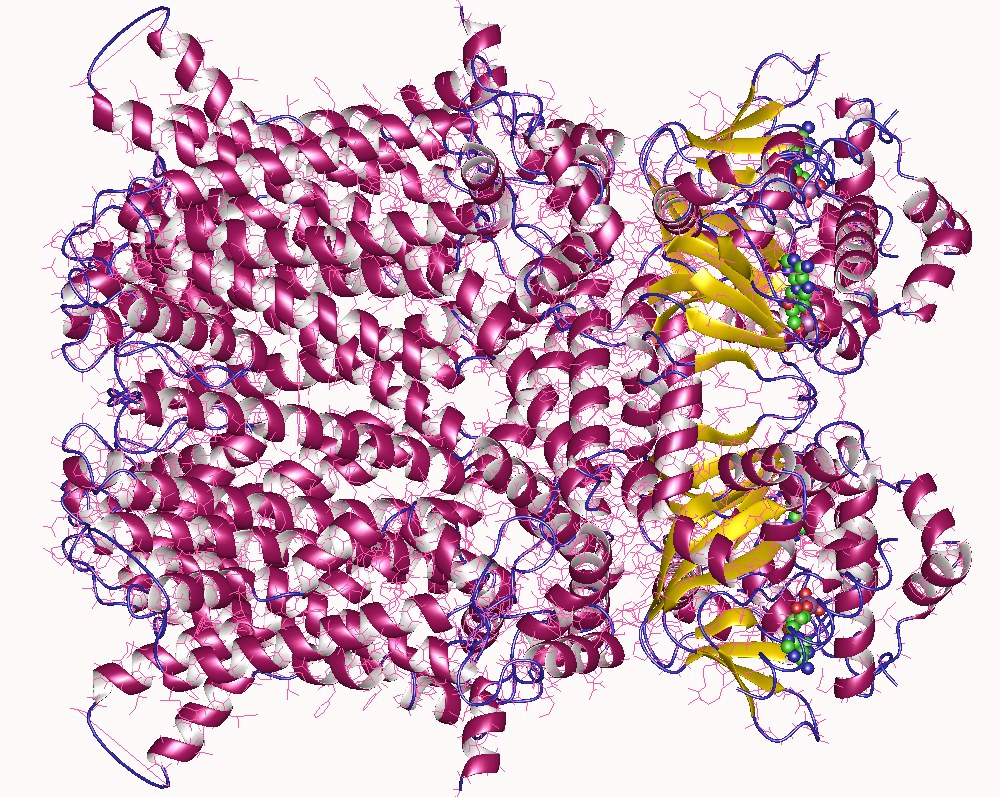
HCN1 umana

### HCN1
L'HCN1 misura circa 100 Å di lunghezza perpendicolarmente alla membrana e circa 75 Å di larghezza se osservato parallelamente al piano della membrana. Quattro subunità identiche formano un poro con simmetria quaternaria, costituito dalle eliche S5 fino a S6, che è circondato da sensori di voltaggio immersi nella membrana (eliche da S1 a S4), come avviene nei canali Kv.
Ciascun sensore è a contatto con il poro attraverso amminoacidi della stessa catena polipeptidica. Nell'HCN1 il linker tra i segmenti S4 e S5 è molto più corto e non presenta una struttura α-elicoidale.

### HCN2
Si tratta di una proteina formata da 889 amminoacidi.

### HCN3
HCN3 è una proteina composta da 703 amminoacidi. È principalmente espresso nel fegato e nei reni di soggetti adulti, nonché nel fegato e nel cervello del feto. Mediamente espresso nel cervello adulto, nei polmoni, nel pancreas, nella milza, nei testicoli e nelle ovaie, mentre risulta scarso o assente nel cuore e nel muscolo scheletrico. Come gli altri canali HCN conduce sia K+ che Na+, ma ha una preferenza di 3:1 per gli ioni K+. Lega il cAMP, ma la sua attività non è modulata dal cAMP intracellulare.
Studi hanno dimostrato che quando espresso da solo, HCN3 si localizza prevalentemente in strutture intracellulari nelle cellule HEK293 transfettate, tuttavia a co-espressione di HCN3 e KCTD3 determina un targeting di HCN3 alla membrana e un aumento marcato della densità di corrente di HCN3. La metà C-terminale di KCTD3 interagisce con HCN3, ma è necessaria la metà N-terminale di KCTD3 per stimolare le correnti di HCN3.

### HCN4
HCN4 è l'isoforma più abbondante dei canali HCN presente nel nodo senoatriale umano. Si tratta di un proteina composta da 1203 amminoacidi che formano 6 segmenti transmembrana putativi, una regine del poro e un dominio CNBD.

## Biochimica
I canali HCN sono espressi nel cuore e nel sistema nervoso. Nonostante possiedano una sequenza del filtro di selettività contenente tutti gli amminoacidi essenziali per la selettività verso il K⁺, permettono il passaggio sia di K⁺ che di Na⁺ attraverso il proprio poro, generando un potenziale d'inversione compreso tra −20 e −30 mV in condizioni fisiologiche. Rimangono aperti in modo costitutivo a potenziali prossimi al potenziale di membrana a riposo.
I canali HCN svolgono un ruolo fondamentale nel controllo dell’eccitabilità neuronale, nell’integrazione dendritica dei potenziali sinaptici, nella trasmissione sinaptica e nell’attività oscillatoria ritmica di singoli neuroni e reti neurali. Questi canali partecipano ai meccanismi di plasticità sinaptica e memoria, ai ritmi talamo-corticali e alla percezione somatica. Evidenze sperimentali indicano inoltre che i canali HCN possono contribuire ai meccanismi dell’epilessia e del dolore. Nel sistema nervoso, le proprietà funzionali e l’espressione dei canali HCN sono diversificate per adattarsi ai corrispondenti ruoli fisiologici, grazie alla regolazione dinamica e precisa di questi canali mediata da un’ampia gamma di segnali cellulari.
Nelle cellule del nodo senoatriale, questi canali sono responsabili della fase iniziale del potenziale d’azione e quindi regolano la frequenza di scarica. Nelle cellule piramidali della regione CA1 dell'ippocampo dei topi, il potenziale di membrana a riposo medio è di -64 ± 2 mV e la deprivazione di ossigeno e glucosio (OGD) provoca un'iperpolarizzazione iniziale compresa tra 5 e 20 mV entro 5 min dal momento in cui i canali vengono attivati. Una ridotta espressione di HCN4 dovuta all’esercizio fisico di resistenza è associata a una frequenza cardiaca a riposo più bassa.

### Meccanismo d'azione
A differenza della maggior parte degli altri canali voltaggio-dipendenti, l’attivazione dei canali HCN è controllata da due fattori interdipendenti: il potenziale di membrana e il legame con il cAMP. I canali HCN si attivano in seguito all’iperpolarizzazione del potenziale di membrana con una cinetica sigmoidea, e questo processo è facilitato dal cAMP che interagisce direttamente con le proteine del canale.
La corrente cationica che attraversa i canali HCN è nota come Ih a livello neuronale e If o corrente funny a livello cardiaco. L’apertura di questi canali induce una depolarizzazione della membrana verso la soglia per la generazione del potenziale d’azione e riduce la resistenza di membrana, diminuendo così l’ampiezza dei potenziali postsinaptici eccitatori e inibitori.

### Regolazione
Numerosi meccanismi, tra cui il controllo trascrizionale, il trafficking intracellulare, nonché l’assemblaggio e la modificazione dei canali, sono alla base della regolazione dei canali HCN. La regolazione dei canali HCN coinvolge meccanismi a breve termine, mediati da metaboliti cellulari che interagiscono direttamente con questi canali o da chinasi proteiche che inducono la fosforilazione delle proteine canalari, e meccanismi a lungo termine, che comprendono la regolazione dell’espressione dei canali, l’eteromerizzazione o la redistribuzione subcellulare.

### Genetica
Il gene che codifica HCN1 è localizzato sul cromosoma 5 (5p12). Il gene che codifica HCN2 è localizzato tra due cloni cosmidali sul cromosoma 19 (19p13.3) e comprende 8 esoni che si estendono per circa 27 kb. Il dominio legante i nucleotidi ciclici (CNBD) inibisce l’attivazione del dominio transmembrana centrale dei membri della famiglia HCN.
Il gene che codifica HCN3 è localizzato sul cromosoma 1 (1q22). Il cDNA contiene un elemento ripetitivo nella regione prossimale all'estremità 3'. Il gene che codifica HCN4 è invece localizzato sul cromosoma 15 (15q24.1).

### Patologie
La disfunzione dei canali HCN è coinvolta in una varietà di disturbi neurologici. Data la molteplicità delle loro funzioni, la disfunzione dei canali HCN è stata associata a un ampio spettro di patologie, tra cui aritmie, epilessie e dolore neuropatico. Studi hanno dimostrato che i canali HCN potrebbero essere coinvolti nel processo patologico del danno cerebrale ischemico, ma i meccanismi rimangono poco chiari.
Mutazioni del gene codificante per HCN1 sono collegate a encefalopatia dello sviluppo, encefalopatia epilettica ed epilessia generalizzata con convulsioni febbrili.
La delezione genetica di HCN2 elimina la componente sensibile al cAMP della corrente Ih e annulla la generazione di potenziali d'azione causata da un aumento del cAMP nei nocicettori. Nei topi il dolore neuropatico è dovuto alla generazione di potenziali d'azione mediate da HCN2 nei nocicettori che esprimono NaV1.8. È stata identificata una variante del gene HCN2 che risulta in una delezione di 9 bp che rimuove 3 residui di prolina nelle posizioni dalla 719 alla 721 da una ripetizione di 7 proline vicina al dominio legante i nucleotidi ciclici. Questa delezione è collegata all'epilessia idiopatica generalizzata e alle convulsioni febbrili.
Nel 2003 alcuni scienziati hanno collegato per la prima volta la sindrome del nodo del seno familiare a mutazioni nella famiglia genica HCN. Una ridotta espressione di HCN4 è associata a una frequenza cardiaca più bassa in modelli animali di insufficienza cardiaca e di invecchiamento. In modo meno evidente, il locus HCN4 era già stato identificato come un locus di suscettibilità per la fibrillazione atriale in un altro studio GWAS. Fino al 2015 erano state riconosciute 22 mutazioni o varianti nei geni HCN4 e KCNE2 associate a una disfunzione del nodo del seno clinicamente accertata o potenziale.
Inoltre mutazioni del gene HCN4 sono collegate alla sindrome di Brugada e all'epilessia idiopatica generalizzata.